# Buglossoides
Buglossoides é um gênero de plantas pertencente à família Boraginaceae.
- Commons
- Wikispecies